# Arroyo Hondo, Veracruz
Arroyo Hondo är en ort i Mexiko.   Den ligger i kommunen Atoyac och delstaten Veracruz, i den sydöstra delen av landet, 260 km öster om huvudstaden Mexico City. Arroyo Hondo ligger 397 meter över havet och antalet invånare är 112.
Terrängen runt Arroyo Hondo är platt söderut, men norrut är den kuperad. Runt Arroyo Hondo är det ganska tätbefolkat, med 134 invånare per kvadratkilometer. Närmaste större samhälle är Córdoba, 19,8 km väster om Arroyo Hondo. Trakten runt Arroyo Hondo består till största delen av jordbruksmark.